# Lissodynerus kurandensis
Lissodynerus kurandensis är en stekelart som beskrevs av Giordani Soika 1995. Lissodynerus kurandensis ingår i släktet Lissodynerus och familjen Eumenidae. Inga underarter finns listade i Catalogue of Life.